# Албина Джанабаева
Албина Борисовна Джанабаева (на руски: Альби́на Бори́совна Джанаба́ева) е руска певица, актриса и телевизионен водещ.

## Биография

### Произход и юношество
Албина Джанабаева е родена във Волгоград, СССР. Като дете се премества в Городище, където завършва музикално училище с пиано. Също така пее в училищния хор. На 14-годишна възраст участва в различни конкурси за красота, където получава наградата на публиката. На 17 години пристига в Москва, където е приета в Националното музикално училище „Гнесини“. По време на следването Албина активно участва в реклами и филми, както и в различни театрални постановки.
След дипломирането си подписва договор с южнокорейски театър, според който трябва да работи в продължение на 4 месеца в мюзикъла „Снежанка и седемте джуджета“ и да изпълнява ролята на Снежанка на корейски език. След 3 месеца разтрогва договора с корейците, след като получава покана от Валерий Меладзе за работа като беквокалистка в групата му.

### ВИА Гра
През 2004 г. Албина ражда сина си Константин. Веднага след това получава предложение от продуцентите на ВИА Гра Дмитрий Костюк и Константин Меладзе да стане солистка на групата, след напускането на Анна Седокова. Албина отказа. Причината за това е новороденото ѝ дете. На свободното място е взета Светлана Лобода, която след четири месеца на работа в групата, е уволнена.
През есента на 2004 г. продуцентите отново се обръщат към Албина с искане да се присъедини към тях. Тогава тя приема. Дебютният ѝ клип с ВИА Гра е на песента „Мир, о котором я не знала до тебя“, както и неговата версия на английски език – „Take You Back“. Противно на всички очаквания музикалната компания Sony Music Entertainment, ангажирана с разпространението на групата извън ОНД, не рискува имиджа си и не пуска сингъла в чужбина.
През септември 2007 г. ВИА Гра издава своя втори англоезичен албум, озаглавен „L.M.L.“. Албумът се оказва бестселър в страните от ОНД, но не успява в чужбина.
През 2009 г. Албина и синът ѝ взимат участие във фестивала „Детская Новая Волна“ заедно с Надежда Грановская и нейния син Игор.
През 2010 г. като член на група ВИА Гра става лице на компанията „Love Republic“, произвеждаща модни женски дрехи, бельо и аксесоари.
От януари до април 2011 г. Албина участва в сезон 6 на „Танцы со звёздами“ на телевизионния канал Россия 1, като завършва на 3-то място.
През май е обявено, че Албина участва в социалната кампания „Красная Ленточка“, създадена от Организацията на обединените нации. Целите на кампанията са борбата срещу ХИВ и СПИН.
През ноември 2012 г. Константин Меладзе обявява края на ВИА Гра от 1 януари 2013 г. и обещава солова кариера на Албина. По този начин Албина работи в групата до нейното приключване, и остава там в продължение на 8 години и 3 месеца.

### Соло
На 27 април 2013 г. в шоуто „Большие танцы“ представя дебютната си солова песен „Капли“. През юни е съобщено, че Константин Меладзе няма да продуцира Албина.
През 2013 г. става част от журито на „Хочу V ВИА Гру“, а по-късно се превръща в един от шестте ментори.
На 22 юли Албина става водеща на „ClipYou чарт“ на музикалния канал Муз-ТВ.
През май 2014 г. получава бакалавърска степен по психология, а през ноември същата година, е водеща в наградите „Товар года“ на Муз-ТВ.
През 2015 г. издава нов сингъл „Один на один“, който за месец декември 2015 г. е включен в Топ 50 хитове „IVI Music“.
През 2016 г. е премиерата на сингъла „По любви“.

## Личен живот
На 26 февруари 2004 г. се ражда първото ѝ дете – Константин, а на 2 юли 2014 г. вторият ѝ син – Лука. През 2014 г. тайно сключва брак с Валерий Меладзе, с когото има отношения още от 2003 г.

## Дискография

### Студийни албуми

#### ВИА Гра
- „L.M.L.“ (2007)

#### Компилации
- „Бриллианты“ (2005)
- „Поцелуи“ (2007)
- „Эмансипация“ (2008)

#### DVD
- „Video. Бриллианты“ (2006)

## Видеография

### Видеоклипове в състава на групи ВИА Гра
| Видеоклип                                                      | Премиера | Режисьор        | Албум                   |
| -------------------------------------------------------------- | -------- | --------------- | ----------------------- |
| Мир, о котором я не знала до тебя / Take You Back              | 2004     | Семьон Горов    | „Биология“ / „L.M.L.“   |
| „Нет ничего хуже“ / „I Don’t Want a Man“ (с участието на ТНМК) | 2005     | Семьон Горов    | „Бриллианты“ / „L.M.L.“ |
| „Бриллианты“                                                   | 2005     | Семьон Горов    | „Бриллианты“            |
| „Обмани, но останься“                                          | 2006     | Семьон Горов    | „Поцелуи“               |
| „Л. М. Л.“ / „L.M.L.“                                          | 2006     | Алан Бадоев     | „Поцелуи“ / „L.M.L.“    |
| „Цветок и нож“                                                 | 2006     | Алан Бадоев     | „Поцелуи“               |
| „Поцелуи“                                                      | 2007     | Алан Бадоев     | „Поцелуи“               |
| „Я не боюсь“                                                   | 2008     | Алан Бадоев     | „Эмансипация“           |
| „My emancipation“                                              | 2008     | Алан Бадоев     | „Эмансипация“           |
| „Американская жена“                                            | 2008     | Роман Васиянов  | „Эмансипация“           |
| „Анти-гейша“                                                   | 2009     | Алан Бадоев     | -                       |
| „Сумасшедший“                                                  | 2009     | Сергей Солодкий | „Всё лучшее в одном“    |
| „Пошёл вон“                                                    | 2010     | Алан Бадоев     | „Всё лучшее в одном“    |
| „День без тебя“                                                | 2010     | Сергей Солодкий | „Всё лучшее в одном“    |
| „Алло, мам!“                                                   | 2012     | Алан Бадоев     | „Всё лучшее в одном“    |

### Солови видеоклипове
| Видеоклип      | Премиера | Режисьор                     | Албум |
| -------------- | -------- | ---------------------------- | ----- |
| „Надоели“      | 2013     | Александър и Игор Стеколенко | -     |
| „Один на один“ | 2015     | Сергей Ткаченко              | -     |
| „Новая Земля“  | 2016     | Кирил Ганцев                 | -     |
| „На счастье“   | 2016     | Сергей Ткаченко              | -     |

## Класации
| Година | Заглавие       | Класация                         | Класация                         | Класация                                 | Класация                           | Класация                         | Класация                           | Албум |
| Година | Заглавие       | Русия и ОНД (TopHit общ Топ-100) | Русия (TopHit Московски Топ-100) | Русия (TopHit Санктпетербургски Топ-100) | Украйна (TopHit Украински Топ-100) | Украйна (TopHit Киевски Топ-100) | Радиокласация по заявка TopHit 100 | Албум |
| ------ | -------------- | -------------------------------- | -------------------------------- | ---------------------------------------- | ---------------------------------- | -------------------------------- | ---------------------------------- | ----- |
| 2013   | „Капли“        | 166                              | —                                | —                                        | 38                                 | 56                               | 106                                | TBA   |
| 2013   | „Надоели“      | 142                              | —                                | —                                        | 33                                 | 73                               | 168                                | TBA   |
| 2015   | „Один на один“ | 45                               | 53                               | 89                                       | 581                                | —                                | 42                                 | TBA   |
| 2016   | „По любви“     | 253                              | —                                | —                                        | 641                                | —                                | 145                                | TBA   |
| 2016   | „На счастье“   | 35                               | 40                               | 48                                       | 932                                | 750                              | 84                                 | TBA   |
| 2016   | „Новая Земля“  | 213                              | —                                | —                                        | 744                                | 1008                             | 49                                 | TBA   |